# 烏龜坦克
烏龜坦克是指一系列經過改裝的T-62、T-72和T-80坦克，帶有覆蓋車頂的鋼製裝甲以及佈滿全車身的反無人機格柵裝甲。烏龜坦克於2024年4月首次現身於俄烏戰爭戰場，持續至今。該車通常配備反無人機無線電干擾設備，有些後期改裝的還帶有具備電磁探雷器/拖網的KMT 5M排雷滾筒（俄语：Электромагнитный тральщик /приставка ЭМТ.） 。由於該車方正的外型，常被拿來與第一次世界大戰德意志帝國使用的A7V坦克作比較。

## 名稱由來
沙皇燒烤架（俄语：Tsar Mangal）源自於當地的一種烤肉架"mangal"，意指將無人機如同烤肉架上的肉一樣，套上沙皇則是顯示其龐大的體型（同樣以沙皇命名的大型武器沙皇炮、沙皇炸彈也是相似概念）。
然而由於其巨大的體性以及緩慢的移動能力，遭眾人譏笑為烏龜坦克，烏克蘭軍方則稱其為移動穀倉（英語：Mobile barn）。其他綽號還包括垃圾坦克（Блятьмобиль）或突襲車庫（штурмовые гаражи）。

## 效用

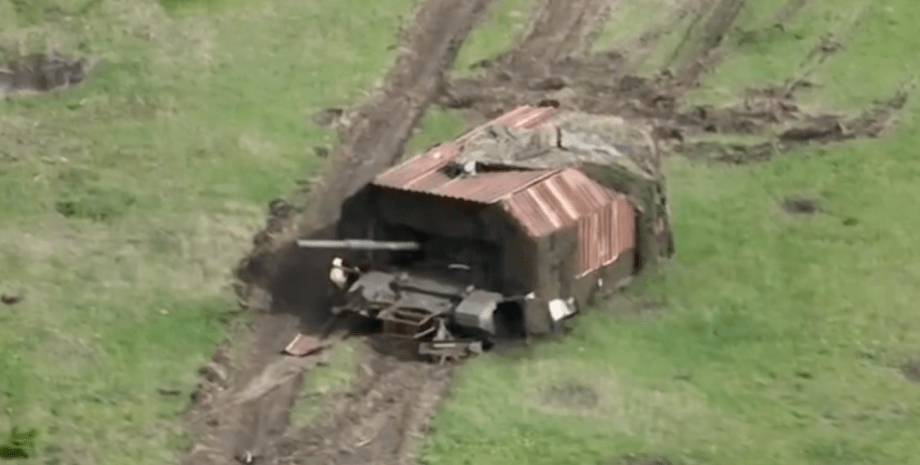
遭擊毀的烏龜坦克

由於裝甲的覆蓋，烏龜坦克的能見度非常差，連帶影響其機動能力，同時也導致炮塔無法轉動，火力受到極大限制。俄軍索性讓其充當排雷車或運兵車。 雖然烏龜坦克確實有效抵擋了烏軍的自殺無人機的攻擊，然而還是時常遭受烏軍的地雷以及固定火砲的襲擊而受損。然而，總體而言該武器在面對缺乏重火力的烏軍時，還是具有其壓制力。
自烏龜第一次出場後，各種烏龜坦克的受損畫面不斷流出。2024年6月17日，烏克蘭媒體宣佈軍方在頓內次克州擄獲一輛完整的烏龜坦克，隨後即進行拆解研究，發現是由一台拆除彈藥架的T-62M改裝而成。

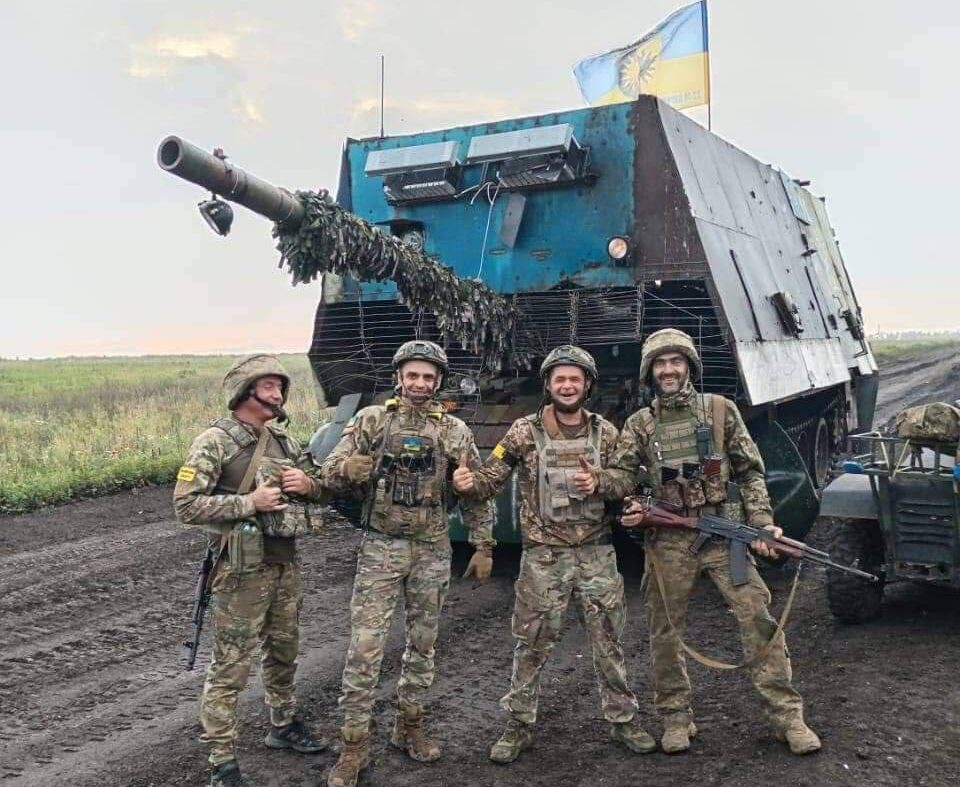
於2024年6月遭擄獲的烏龜坦克